# Acleris quadridentana
Acleris quadridentana (лат.) — вид бабочек из семейства листовёрток. Распространён в Китае. Размах крыльев бабочек 18 мм. Главное отличие данного вида от других представителей рода: вдоль костального края передних крыльев отчётливо видны четыре буроватых чешуйчатых зубца, которые образуют прямые углы.